# Patrick Marleau
Patrick Denis Marleau (ur. 15 września 1979 w Swift Current, Saskatchewan) – kanadyjski hokeista, reprezentant Kanady, dwukrotny olimpijczyk.

## Lata dzieciństwa
Patrick dorastał na swoim rodzinnym gospodarstwie w niewielkim Aneroid w prowincji Saskatchewan. Urodził się jednak 70 kilometrów na północny wschód od tej miejscowości w Swift Current, ponieważ w Aneroid nie ma szpitala.

## Kariera hokejowa
- Swift Current Legionnaires (1993–1995)
- Seattle Thunderbirds (1995–1997)
- San Jose Sharks (1997-2017)
- Toronto Maple Leafs (2017–2019)
- San Jose Sharks (2019–2020)
- Pittsburgh Penguins (2020)
- San Jose Sharks (2020-)

### Hokej juniorski
Marleau rozpoczął swoją karierę hokejową w klubie Seattle Thunderbirds, który gra w Western Hockey League. W klubie tym zagrał dwa sezony. W jego debiutanckim sezonie strzelił 32 bramki, przy czym zdobył 74 punkty. W play-offach jego drużyna przegrała wtedy z Kamloops Blazers, obrońcami Memorial Cup. W kolejnym sezonie zawodnik został kapitanem drużyny z Seattle. Jego drużyna w sezonie zasadniczym zajęła drugie miejsce w swojej dywizji, a sam zawodnik zdobył 51 goli i 125 punktów, będąc wśród trzech najlepszych zawodników ligi pod względem zdobytych punktów. W playoffach Marleau doprowadził Thunderbirds do pierwszego i jak dotychczas jedynego finału WHL, gdzie jednak przegrali w czterech spotkaniach z Lethbridge Hurricanes. Patrick na koniec sezonu miał szansę zdobyć Four Broncos Memorial Trophy, jednak w głosowaniu przegrał z zawodnikiem Brandon Wheat Kings – Peterem Schaeferem.

### San Jose Sharks
Po dwóch sezonach w juniorskich rozgrywkach 21 czerwca 1997 roku został wybrany numerem dwa w pierwszej rundzie draftu NHL w 1997 roku przez drużynę San Jose Sharks. Jako pierwszy wybrany wtedy został przez Boston Bruins – Joe Thornton. Swój pierwszy mecz w National Hockey League rozegrał 1 października 1997 roku. Przeciwnikiem zespołu Sharks była wtedy drużyna Edmonton Oilers. Do historycznych momentów jego kariery można zaliczyć również zdobycie pierwszego punktu w NHL (11 października) oraz pierwsza bramka w NHL (19 października 1997), którą strzelił w meczu z Phoenix Coyotes.

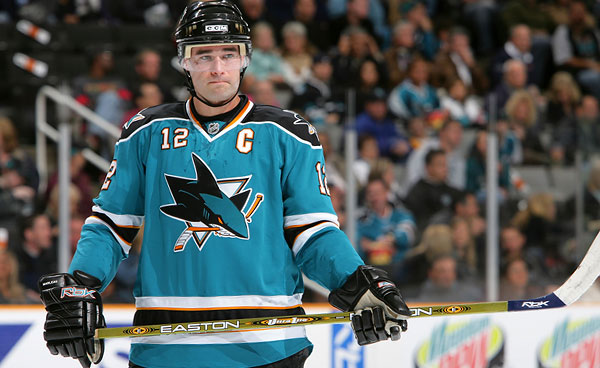
Patrick Marleau w koszuli kapitana zespołu.

W sezonie 2003/2004 został kapitanem zespołu Sharks. Stało się to po tym jak Owen Nolan zakończył grę w drużynie Rekinów. Od tego momentu trzech kolejnych zawodników Mike Ricci, Vincent Damphousse i Alyn McCauley wybierano za kapitana zespołu. Ten ostatni zasugerował ówczesnemu trenerowi rekinów Wilsonowi, aby powierzył tę funkcję Patrickowi. Od tej pory Marleau jest kapitanem zespołu.
Z powodu lokautu w NHL nie zagrał w żadnym meczu tej ligi, jednak już w następnym sezonie powrócił do klubu z San Jose zatwierdzając trzyletni kontrakt z tym klubem opiewającą na kwotę 12,5 miliona dolarów. Sezon 2005/2006 jest jak dotychczas najlepszym sezonem tego zawodnika w NHL. łącznie w całym sezonie zdobył 100 punktów w klasyfikacji kanadyjskiej, strzelając przy tym 43 bramki i 57-krotnie asystując przy bramkach kolegów z drużyny. Sam 19 marca 2006 roku w meczu przeciwko Colorado Avalanche zdobył czterechsetny punkt w karierze, zbliżając się tym samym do najlepszego wyniku w historii klubu, czyli zdobytych 451 punktów przez Owena Nolana. Pod koniec sezonu Marleau został zgłoszony jak jeden z trzech kandydatów do Lady Byng Memorial Trophy, nagrody przyznawanej w każdym sezonie najuczciwszemu zawodnikowi ligi. Ostatecznie Patrick nie dostał tego trofeum, które powędrowało do Rosjanina Daciuka.
W sezonie 2006/2007 Marleau poprawił rekordy Nolana. 4 stycznia 2007 roku przeciwko Detroit Red Wings zdobył bramkę oraz trzykrotnie asystował przy strzałach kolegów z zespołu, stając się najlepszym zawodnikiem klubu podwzględem zdobytych punktów. Tydzień później został również najlepszym strzelcem w historii klubu strzelając 207. gola w meczu przeciwko Los Angeles Kings. Marleau w sezonie zasadniczym zdobył 78 punktów w 77 rozegranych meczach, co było drugim osiągnięciem w zespole (lepszy był tylko Joe Thornton, który zdobył 114 punktów). Dobra gra w lidze zaowocowała grą po raz drugi w karierze w meczu gwiazd NHL, gdzie zdobył bramkę. W sierpniu 2007 roku podpisał dwuletni kontrakt z San Jose Sharks. W tym czasie zawodnik ma zarobić 12,6 miliona dolarów, zatrzymując zawodnika do końca sezonu 2009/2010. Po tym sezonie Patrick doszedł do liczby 500 zdobytych punktów w NHL. Wyczyn ten ustanowił 14 listopada 2007 w meczu przeciwko Phoenix Coyotes, jednak jego zdobyć punktowa tego sezonu była najniższa od 2002 roku, zdobywając jedynie 48 punktów w 78 meczach. W 2009 roku jak dotychczas po raz ostatni uczestniczył w meczu gwiazd NHL.
Latem 2009 roku Marleau został pozbawiony miana kapitana zespołu. Trener Todd McLellan w miejsce Kanadyjczyka mianował Roba Blake’a. W czasie sezonu Patrick został wybrany jako asystent kapitana.
Efektem straty miana kapitana był najlepszy sezon w historii startów lidze NHL pod względem strzelonych bramek, których zdobył w 82 spotkaniach sezonu zasadniczego 44. W tym sezonie został pierwszym zawodnikiem „Rekinów”, który zdobył 300 bramek. Barierę tę pokonał w Boxing Day w 2009 w zwycięskim meczu przeciwko Anaheim Ducks. Szesnaście dni później – 12 stycznia zdobył trzydziestą bramkę w sezonie zasadniczym ustanawiając rekord najszybszej zdobyczy tej ilości bramek w organizacji. Na osiągnięcie tego sukcesu wystarczyło mu rozegranie 47 spotkań. W fazie playoff zagrał w czternastu spotkaniach. Zdobył zwycięskie bramki w trzecim i piątym spotkaniu drugiej rundy przeciwko Detroit Red Wings, zaś w trzeciej rundzie w przegranej serii z późniejszym mistrzem Chicago Blackhawks zdobył dla drużyny pięć z siedmiu bramek. Po zakończeniu sezonu 24 czerwca podpisał kolejny kontrakt z San Jose Sharks, według którego w ciągu czterech lat ma zarobić 27,6 miliona dolarów, co daje 6,9 mln dolarów za sezon.
Podczas sezonu 2010/2011 osiągnął 1000 spotkań w karierze lidze NHL. Miało to miejsce 17 stycznia 2011 roku w wieku 31 lat i 124 dni. Wyczynem tym został najmłodszym zawodnikiem ligi, który rozegrał 1000 spotkań w jednym klubie oraz trzecim pod tym względem wśród wszystkich zawodników. Młodsi byli tylko: Dale Hawerchuk (30 lat 306 dni) oraz Vincent Damphousse (31 lat, 110 dni). Podczas rozgrywek playoff był jednym z czołowych zawodników zespołu. Uczestniczył we wszystkich osiemnastu spotkaniach zdobywając 13 punktów (7 bramek, 6 asyst). W kolejnym sezonie był trzecim najskuteczniejszym zawodnikiem sezonu zasadniczego w zespole, jednak podczas playoff nie zdobył ani jednego punktu.
Podczas lokautu w lidze NHL nie uczestniczył w żadnych rozgrywkach ligowych. Wraz z rozpoczęciem sezonu 2012/2013 w dniu 20 stycznia 2013 roku rozpoczął serię czterech meczów ze zdobyciem co najmniej dwóch bramek w spotkaniu (W meczach przeciwko Calgary, Edmonton, Phoenix i Colorado). Passa ta jest wyrównaniem najdłuższej takiej passy w historii NHL. Ostatni raz wyczyn ten miał miejsce w sezonie 1917/1918, kiedy to również Cy Denneny w czterech pierwszych meczach zdobył przynajmniej dwie bramki. Dzięki temu wyczynowi uzyskał tytuł gracza tygodnia w pierwszym tygodniu rozgrywek oraz tytuł drugiego najlepszego zawodnika miesiąca styczeń. Sam jako pierwszy zawodnik w historii drużyny z San Jose uzyskując w pierwszych pięciu meczach przynajmniej jedną bramkę. W styczniu 2014 przedłużył kontrakt z klubem o trzy lata.

### Dalsza kariera
Od lipca 2017 zawodnik Toronto Maple Leafs, związany trzyletnim kontraktem.
W czerwcu 2019 przeszedł do Carolina Hurricanes. Pod koniec tego miesiąca klub wykupił jego kontrakt. W październiku 2019 ponownie został zawodnikiem San Jose Sharks. W lutym 2020 przeszedł do Pittsburgh Penguins. W październiku 2020 ponownie został zawodnikiem San Jose Sharks.

### Kariera reprezentacyjna

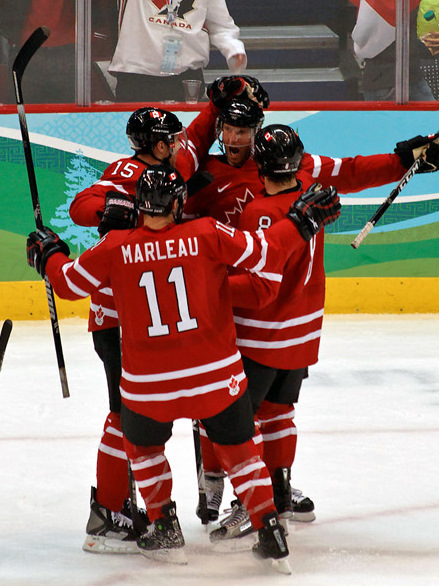
Marleau podczas igrzysk w Vancouver

Zawodnik wielokrotnie uczestniczył w meczach międzynarodowych reprezentacji Kanady.
Uczestniczył w turniejach mistrzostw świata 1999, 2001, 2003, 2005 oraz zimowych igrzysk olimpijskich 2010, 2014.
Po raz pierwszy zagrał na Mistrzostwach Świata w 1999 roku. W rozgrywanym w Norwegii turnieju zagrał w siedmiu spotkaniach zdobywając jedną bramkę (w meczu półfinałowym) oraz dwie asysty (w fazie grupowej oraz w meczu o trzecie miejsce). Ostatecznie zespół Kanady zajął czwarte miejsce na tym czempionacie.
Kolejne starty na mistrzostwach świata zawodnik odbywał co dwa lata. W 2001 roku rozegrał siedem spotkań. Jednakże tym razem odpadł w ćwierćfinale przegrywając z Amerykanami. Zawodnik otworzył wynik tego spotkania. Ostatecznie Kanada przegrała to spotkanie po dogrywce.
Kolejne dwa starty na mistrzostwach zakończyły się zdobyciem medali. W 2003 roku podczas turnieju w Finlandii Marleau zdobył jedynie cztery punkty do klasyfikacji kanadyjskiej, wszystkie po asystach w tym dwie podczas półfinałowego spotkania z Czechami. Kanada w finale pokonała Szwecję po dogrywce, dzięki czemu Marleau zdobył swój pierwszy i jak dotąd jedyny złoty krążek mistrzostw świata. Dwa lata później zdobył srebrny medal przegrywając w finałowym spotkaniu z Czechami. Był to jak dotychczas ostatni start na mistrzostwach świata tego zawodnika.
Jednak nie tylko w mistrzostwach świata Marleau uczestniczył. W 2004 roku był członkiem zwycięskiej drużyny podczas Pucharu Świata. Po tym ostatnim sukcesie został powołany na obóz drużyny narodowej przygotowujący drużynę do Igrzysk Olimpijskich w Turynie. Ostatecznie został pominięty w składzie na tę imprezę. W dniach 24–27 sierpnia 2009 uczestniczył w podobnym obozie drużyny przygotowującej się do Igrzysk Olimpijskich w Vancouver. Jednakże tym razem został włączony do drużyny narodowej na tę imprezę. 30 grudnia 2010 roku został powołany przez trenera Mike’a Babcocka. Podczas turnieju rozegrał siedem spotkań, podczas których strzelił dwie bramki, a przy trzech asystował. Osiągnięciami tymi przyczynił się do zwycięstwa reprezentacji Kanady w turnieju olimpijskim.

## Sukcesy
Reprezentacyjne
- Złoty medal zimowych igrzysk olimpijskich: 2010, 2014

- Uczestnik meczu gwiazd ligi WHL grając dla drużyny Zachodu w roku 1997.
- Tytuł Sharks Rookie of the Year dla najlepszego debiutanta zespołu Sharks[a][33]
- Złoty medalista Mistrzostw Świata wraz z reprezentacją Kanady w roku 2003.
- Uczestnik meczu gwiazd ligi NHL w latach 2004, 2007 i 2009.
- Najlepszym zawodnikiem San Jose Sharks w sezonie 2003/2004, 2008/2009 i 2009/2010[34].
- Zwycięzca Pucharu Świata w roku 2004.
- Przez San Jose Mercury News nazwany Sportowcem roku South Bay roku 2006.
- Nominowany do Lady Byng Memorial Trophy w roku 2007.
- Zdobywca Presidents’ Trophy z San Jose Sharks w roku 2008.

## Rekordy
- Najlepszy zawodnik San Jose Sharks w liczbie strzelonych goli – 387 (po sezonie 2011/2012)
- Najlepszy zawodnik San Jose Sharks w liczbie zdobytych punktów – 830 (po sezonie 2011/2012)
- Najszybciej strzelone 10 bramek dla San Jose Sharks w sezonie – po 13 meczach (po sezonie 2010/2011)
- Najszybciej strzelone 30 bramek dla San Jose Sharks w sezonie – po 47 meczach (po sezonie 2010/2011)
- Najmłodszy zawodnik w historii NHL, który rozegrał 1000 spotkań w jednym zespole – 31 lat 124 dni
- Trzeci najszybszy zawodnik, który rozegrał 1000 spotkań w historii NHL – 31 lat 124 dni

## Statystyki

### Klubowe
|           |                                |                                |                                | Sezon zasadniczy               | Sezon zasadniczy               | Sezon zasadniczy               | Sezon zasadniczy               | Sezon zasadniczy               |                                | Playoff                        | Playoff                        | Playoff                        | Playoff                        | Playoff                        |
| Sezon     | Drużyna                        | Liga                           | M                              | G                              | A                              | Pkt                            | MIN                            | M                              | G                              | A                              | Pkt                            | MIN                            |                                |                                |
| --------- | ------------------------------ | ------------------------------ | ------------------------------ | ------------------------------ | ------------------------------ | ------------------------------ | ------------------------------ | ------------------------------ | ------------------------------ | ------------------------------ | ------------------------------ | ------------------------------ | ------------------------------ | ------------------------------ |
| 1995/1996 | Seattle Thunderbirds           | WHL                            | 72                             | 32                             | 42                             | 74                             | 22                             | 5                              | 3                              | 4                              | 7                              | 4                              |                                |                                |
| 1996/1997 | Seattle Thunderbirds           | WHL                            | 71                             | 51                             | 74                             | 125                            | 37                             | 15                             | 7                              | 16                             | 23                             | 12                             |                                |                                |
| 1997/1998 | San Jose Sharks                | NHL                            | 74                             | 13                             | 19                             | 32                             | 14                             | 5                              | 0                              | 1                              | 1                              | 0                              |                                |                                |
| 1998/1999 | San Jose Sharks                | NHL                            | 81                             | 21                             | 24                             | 45                             | 24                             | 6                              | 2                              | 1                              | 3                              | 4                              |                                |                                |
| 1999/2000 | San Jose Sharks                | NHL                            | 81                             | 17                             | 23                             | 40                             | 36                             | 5                              | 1                              | 1                              | 2                              | 2                              |                                |                                |
| 2000/2001 | San Jose Sharks                | NHL                            | 81                             | 25                             | 27                             | 52                             | 22                             | 6                              | 2                              | 0                              | 2                              | 4                              |                                |                                |
| 2001/2002 | San Jose Sharks                | NHL                            | 79                             | 21                             | 23                             | 44                             | 40                             | 12                             | 6                              | 5                              | 11                             | 6                              |                                |                                |
| 2002/2003 | San Jose Sharks                | NHL                            | 82                             | 28                             | 29                             | 57                             | 33                             | –                              | –                              | –                              | –                              | –                              |                                |                                |
| 2003/2004 | San Jose Sharks                | NHL                            | 80                             | 28                             | 29                             | 57                             | 24                             | 17                             | 8                              | 4                              | 12                             | 6                              |                                |                                |
| 2004/2005 | Nie grał z powodu Lokaut w NHL | Nie grał z powodu Lokaut w NHL | Nie grał z powodu Lokaut w NHL | Nie grał z powodu Lokaut w NHL | Nie grał z powodu Lokaut w NHL | Nie grał z powodu Lokaut w NHL | Nie grał z powodu Lokaut w NHL | Nie grał z powodu Lokaut w NHL | Nie grał z powodu Lokaut w NHL | Nie grał z powodu Lokaut w NHL | Nie grał z powodu Lokaut w NHL | Nie grał z powodu Lokaut w NHL | Nie grał z powodu Lokaut w NHL | Nie grał z powodu Lokaut w NHL |
| 2005/2006 | San Jose Sharks                | NHL                            | 82                             | 34                             | 52                             | 86                             | 26                             | 11                             | 9                              | 5                              | 14                             | 8                              |                                |                                |
| 2006/2007 | San Jose Sharks                | NHL                            | 77                             | 32                             | 46                             | 78                             | 33                             | 11                             | 3                              | 3                              | 6                              | 2                              |                                |                                |
| 2007/2008 | San Jose Sharks                | NHL                            | 78                             | 19                             | 29                             | 48                             | 33                             | 13                             | 4                              | 4                              | 8                              | 2                              |                                |                                |
| 2008/2009 | San Jose Sharks                | NHL                            | 76                             | 38                             | 33                             | 71                             | 18                             | 6                              | 2                              | 1                              | 3                              | 8                              |                                |                                |
| 2009/2010 | San Jose Sharks                | NHL                            | 82                             | 44                             | 39                             | 83                             | 22                             | 14                             | 8                              | 5                              | 13                             | 8                              |                                |                                |
| 2010/2011 | San Jose Sharks                | NHL                            | 82                             | 37                             | 36                             | 73                             | 16                             | 18                             | 7                              | 6                              | 13                             | 9                              |                                |                                |
| 2011/2012 | San Jose Sharks                | NHL                            | 82                             | 30                             | 34                             | 64                             | 26                             | 5                              | 0                              | 0                              | 0                              | 4                              |                                |                                |
| 2012/2013 | San Jose Sharks                | NHL                            | 48                             | 17                             | 14                             | 31                             | 24                             | 11                             | 5                              | 3                              | 8                              | 2                              |                                |                                |
| 2013/2014 | San Jose Sharks                | NHL                            | 82                             | 33                             | 37                             | 70                             | 18                             | 7                              | 3                              | 4                              | 7                              | 2                              |                                |                                |
| 2014/2015 | San Jose Sharks                | NHL                            | 82                             | 19                             | 38                             | 57                             | 12                             | –                              | –                              | –                              | –                              | –                              |                                |                                |
| 2015/2016 | San Jose Sharks                | NHL                            | 82                             | 25                             | 23                             | 48                             | 10                             | 24                             | 5                              | 8                              | 13                             | 8                              |                                |                                |
| 2016/2017 | San Jose Sharks                | NHL                            | 82                             | 27                             | 19                             | 46                             | 28                             | 6                              | 3                              | 1                              | 4                              | 0                              |                                |                                |
| NHL razem | NHL razem                      | NHL razem                      | 1493                           | 508                            | 574                            | 1082                           | 459                            | 177                            | 68                             | 52                             | 120                            | 75                             |                                |                                |
| WHL razem | WHL razem                      | WHL razem                      | 143                            | 83                             | 116                            | 199                            | 59                             | 20                             | 10                             | 20                             | 30                             | 16                             |                                |                                |

GP = mecze, G = gole, A = asysty, Pkt = Punktacja kanadyjska, MIN = minuty spędzone na ławce kar

### Międzynarodowe
| Rok              | Drużyna          | Turniej          | Zajęte miejsce |    | M | G  | A  | Pkt | MIN |
| ---------------- | ---------------- | ---------------- | -------------- | -- | - | -- | -- | --- | --- |
| 1999             | Kanada           | MŚ 1999          | 4.             | 7  | 1 | 2  | 3  | 0   |     |
| 2001             | Kanada           | MŚ 2001          | 5.             | 7  | 2 | 3  | 5  | 4   |     |
| 2003             | Kanada           | MŚ 2003          | 1st            | 9  | 0 | 4  | 4  | 4   |     |
| 2004             | Kanada           | PŚ 2004          | 1st            | –  | – | –  | –  | –   |     |
| 2005             | Kanada           | MŚ 2005          | 2nd            | 9  | 2 | 2  | 4  | 4   |     |
| 2010             | Kanada           | ZIO 2010         | 1st            | 7  | 2 | 3  | 5  | 0   |     |
| 2014             | Kanada           | ZIO 2014         | 1st            | 6  | 0 | 4  | 4  | 2   |     |
| Mecze seniorskie | Mecze seniorskie | Mecze seniorskie |                | 39 | 7 | 14 | 21 | 12  |     |

GP = mecze, G = gole, A = asysty, Pkt = Punktacja kanadyjska, MIN = minuty spędzone na ławce kar

## Inne
Marleau wraz z byłym zawodnikiem NHL – Trentem McCleary’m w 2001 roku założył Trent McCleary – Patrick Marleau Sport and Recreation Foundation. Organizacja ta wspiera finansowo biedne dzieci i młodzież o potencjale sportowym w wieku od 6 do 18 lat, aby mogły one rozwijać swoje umiejętności. Od 2007 roku fundację wspiera również Travis Moen w wyniku czego organizacja zmieniła nazwę na Trent McCleary – Patrick Marleau – Travis Moen Sports and Recreation Foundation.